# Korczak VII

Herb Korczak VII wg J. Ostrowskiego

Herb Korczak VIII wg J. Ostrowskiego

Korczak VII – polski herb szlachecki, odmiana herbu Korczak, sam występujący w kilku wariantach.

## Opis herbu
Herb występował w trzech wariantach:
Korczak VII (Abszlang, Jelec, Łopot obm.): W polu czerwonym nad trzema wrębami srebrnymi dwa takież jelce w krzyż skośny.
Korczak VIII (Silicz): W polu czerwonym nad trzema wrębami srebrnymi dwie takież klamry oblężnicze.
Silicz: W polu czerwonym, nad trzema wrębami srebrnymi krzyż św. Andrzeja złoty.
W każdym wariancie w klejnocie trzy pióra strusie i labry czerwone, podbite srebrem.

## Herbowni
Korczak VII i VIII: Łopata, Łopatka, Łopatyński, Łopot, Łopott, Ptaszewicz, Silicz, Wytyz, Wytyzcz.
Silicz to herb własny małoruskiej rodziny (cz. gałązy) Siliczów.

## Znani herbowni
Silicz:
- Silicz Onikiej, szlachcic lubiecki, pułkownik kozacki czernihowski 1657, brał udział w bitwie pod Konotopem w 1659, w 1664 został stracony w mieście Borzna przez hetmana Iwana Brzuchowieckiego.
- Silicz Jan, podczaszy Kijowski, deputat na trybunał Litewski, poseł Rzeczycki na sejm 1732 r., zerwał sejm za pieniądze od ambasadora Francji[1]; z powiatem Rzeczyckiem głosował na Stanisława Leszczyńskiego w 1733 r.